# Conte Dracula
Il conte Dracula è l'antagonista principale dell'omonimo romanzo scritto dall'irlandese Bram Stoker nel 1897, trasformato in opera teatrale di grande successo nel 1925 da Hamilton Deane e John L. Balderston. Egli è il vampiro per antonomasia, il non morto, che ha la necessità di nutrirsi del sangue degli esseri viventi. Egli è pertanto dotato di affilatissimi denti canini utili a mordere il collo delle sue vittime per succhiare il loro sangue.

## Dracula nel romanzo di Stoker

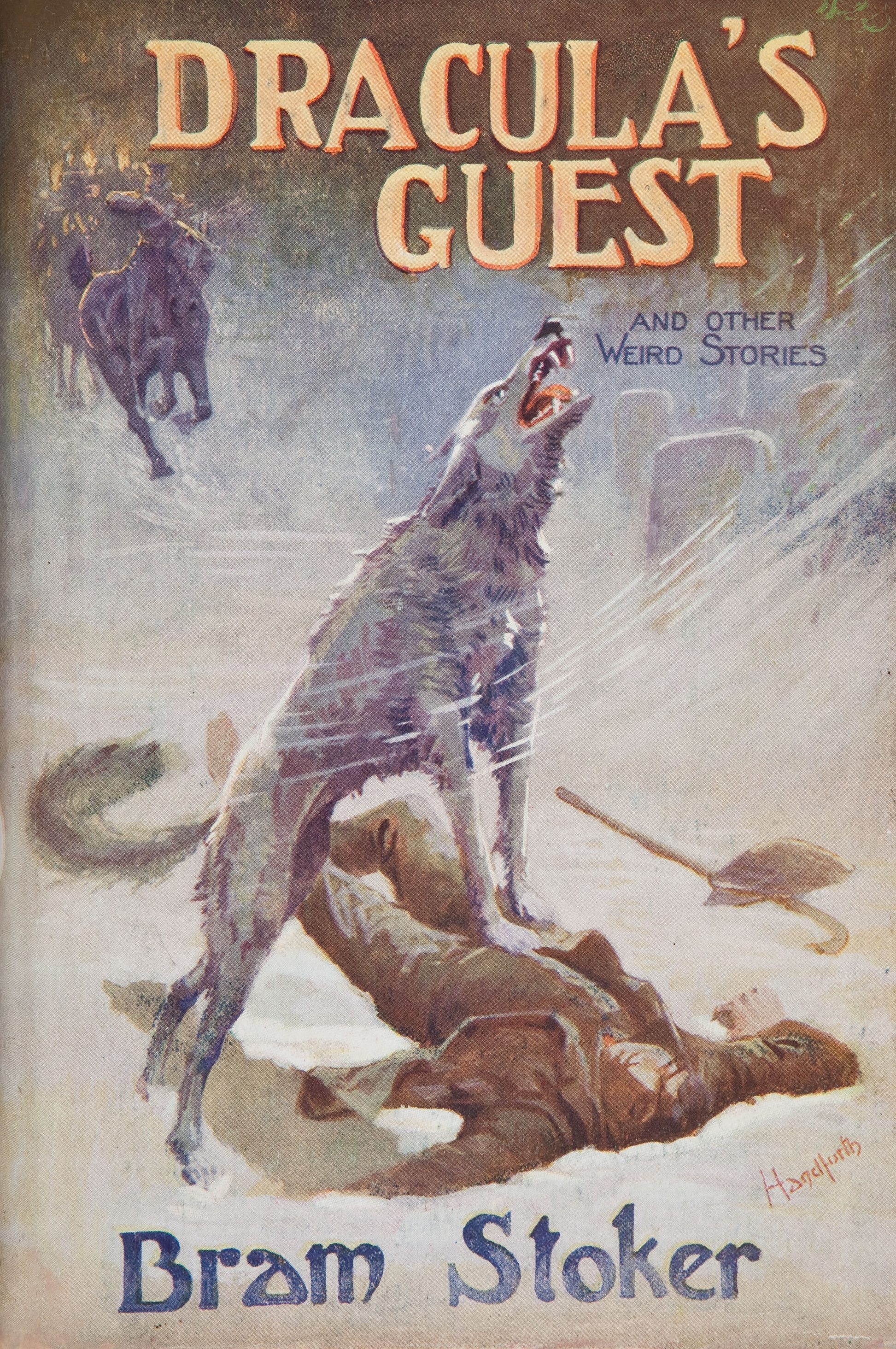
Copertina di Dracula's Guest, una raccolta di racconti scritti da Bram Stoker

Il conte Dracula compare per la prima volta nel romanzo di Bram Stoker (1897), all'inizio del quale accoglie il giovane avvocato Jonathan Harker nel suo castello, per compilare i documenti necessari all'acquisto di alcune proprietà sparse in varie zone di Londra, e dimostrandosi nei suoi confronti affabile, cordiale ed educato. Col passare dei giorni, Dracula tiene Harker in uno stato di prigionia nel suo castello, e l'avvocato, in un crescendo allucinato di orrori e agghiaccianti rivelazioni, scoprirà la sua spaventosa identità, dopo aver rischiato di venire ucciso dalle concubine del vampiro (che quest'ultimo terrà a freno spiegando di avere ancora bisogno di Harker per i suoi affari, e promettendo di lasciarglielo a lavoro concluso).
Nel frattempo, con l'aiuto dei suoi fedeli servitori zingari, il conte prepara il suo trasferimento a Londra, con l'intento di invadere l'Inghilterra e trasformarne gli abitanti in "non morti" al suo servizio. Lasciato Harker nel suo castello in balia della moglie, Dracula si imbarca a Varna sulla nave Demeter, diretta a Whitby, e nel corso del viaggio uccide tutti i membri dell'equipaggio meno il capitano che, protetto da un crocifisso, continuerà a guidare la nave morendo di stenti durante il viaggio. Giunto finalmente a Londra, il mostro comincia a manovrare Renfield, paziente del dottor John Seward, rinchiuso nel manicomio di Carfax, inviandogli piccoli animali (insetti, ragni ecc.) con i quali nutrirsi e promettendogli l'immortalità (ma che in seguito ucciderà, a causa di un suo tradimento) e nel contempo prende di mira Lucy Westenra, sposa di Arthur Holmwood, nobile amico del dottor Seward, recandosi da lei ogni notte e nutrendosi del suo sangue. In seguito alle gravi condizioni della ragazza, il dottor Seward è costretto a chiamare il suo insegnante, il dottor Abraham Van Helsing, ma nemmeno l'intervento del dottore riuscirà a salvare la vita di Lucy, che morirà per poi risorgere come vampira e venire definitivamente uccisa da Arthur Holmwood.
Scomparsa Lucy, Dracula si concentrerà questa volta su Mina Harker, moglie di Jonathan, che tenterà di trasformare in una vampira, come aveva fatto con Lucy, ma questa volta verrà apertamente ostacolato da Van Helsing, Harker, Holmwood, il dottor Seward e il loro amico Quincey P. Morris, che hanno scoperto il suo segreto e si sono organizzati per combatterlo. Sconfitto e privato di tutti i suoi nascondigli londinesi (che Van Helsing ha provveduto a "sterilizzare" con acqua santa e ostie consacrate), Dracula è costretto a fuggire e a far ritorno in Transilvania, ma verrà braccato da Van Helsing e i suoi compagni, decisi ad eliminarlo una volta per sempre. Impossibilitato a rifugiarsi nel suo castello (che Van Helsing ha sterilizzato), Dracula ingaggia una furiosa lotta con Van Helsing e i suoi amici, spalleggiato dai suoi zingari servitori e dai lupi, che lui può comandare mentalmente, ma verrà sconfitto e ucciso da Jonathan Harker e da Quincey Morris. Prima di morire, tuttavia riuscirà a stendere le labbra in un sorriso di sollievo, poiché finalmente libero dalla condizione di morto vivente, e quindi di riposare in pace.
Sebbene Dracula compaia pochissimo nel romanzo originale (anche se sono numerose le occasioni in cui viene nominato), il personaggio ha avuto molto successo tanto da comparire in storie o romanzi, scritti da un gran numero di autori di tutto il mondo, storie che possono essere considerate sequel o spin-off non ufficiali, appendici o storie alternative.

## Modelli storici per il personaggio
L'ispirazione storica di Bram Stoker per il personaggio è considerata la famigerata figura del sovrano della Valacchia Vlad Tepes III (1431-1476), noto come L'impalatore. Il personaggio di Stoker tuttavia ha poco in comune con il personaggio storico, considerato un eroe patriottico e un difensore della fede dei rumeni a causa della sua strenua lotta contro i Turchi. Il Dracula di Stoker è chiaramente un discendente della tradizione gotica nella letteratura inglese ed europea in generale.

## Le origini di Dracula
Mentre in numerosi romanzi e film legati al personaggio, le origini di Dracula vengono descritte con chiarezza (come nel celebre film di Coppola, dove viene detto che divenne vampiro dopo aver rinnegato Dio a causa della morte dell'amata moglie), nel romanzo di Stoker tutto ciò rimane avvolto nel mistero. Per bocca di Van Helsing, Stoker lascia intendere al lettore che in vita Dracula fosse stato effettivamente Vlad III di Valacchia, ma i cenni alla sua trasformazione in un vampiro sono estremamente vaghi. Secondo quanto accennato, pare che in passato Dracula, come altri suoi consanguinei, avesse frequentato la scuola di arti oscure di Scolomanzia, tra i monti sopra il lago di Sibiu. Scuola gestita dal Diavolo in persona; quest'ultimo pretendeva che uno studente su dieci fosse destinato ad appartenergli. Dalle parole di Van Helsing, si può intuire facilmente che Dracula fosse proprio il decimo di uno dei tanti gruppi di studenti che hanno frequentato questa malefica scuola.

## Personalità
Nel romanzo Dracula è noto per essere stato, in vita, un uomo nobile e ammirevole ma, dopo la trasformazione in vampiro, diviene un predatore crudele, vizioso e senza alcuna forma di pietà. Egli si presenta come una persona soave, raffinata e sofisticata, immancabilmente gentile con la gente con cui interagisce, anche se tale cortesia è una copertura per nascondere i propri interessi personali. È anche molto orgoglioso ed altezzoso, considerando esseri inferiori tutti coloro che lo circondano, e considerando inutili i tentativi dei protagonisti di contrastarlo, e reagisce con atteggiamenti menefreghisti quando viene sfidato. Si dimostra anche assai sadico nel deridere le sue vittime e giocare psicologicamente con loro (come nell'occasione in cui lascia libero Jonathan di lasciare il castello, facendogli intendere che sarebbe stato attaccato dai lupi qualora avesse messo un piede fuori dalla sua dimora, o palesando la sua intenzione di darlo in pasto alle sue mogli dopo la sua partenza per l'Inghilterra). Tuttavia, egli è anche molto cauto e diventa sempre più diffidente nei confronti dei protagonisti, nel constatare i loro progressi nella lotta contro di lui. Non è inoltre propenso al perdono verso i tradimenti e le disubbidienze da parte dei suoi sottoposti, ma è capace di mostrarsi generoso nei loro confronti.
Egli è noto per essere immensamente intelligente, avendo alle spalle secoli di esperienza e un'immensa cultura e sapienza. È capace di adattarsi rapidamente alle nuove culture e situazioni, e dimostra un'astuzia senza pari, soprattutto durante le sue schermaglie con i suoi nemici. È molto abile nel coprire le sue tracce e creare false piste, così come nel fuorviare di proposito i suoi nemici per sfuggirgli, ed è in grado di imparare facilmente dai propri errori. Tuttavia, la sua condizione di immortale ha in qualche modo stordito il suo sviluppo mentale, al punto che Van Helsing definisce la sua intelligenza come "infantile". Infatti egli deve come prima cosa contare su un aiuto esterno, prima di capire che può agire meglio da solo, e ha bisogno di vivere una situazione di persona prima di poter imparare appieno.

## Sistemi usati per allontanarlo o procurarne la morte

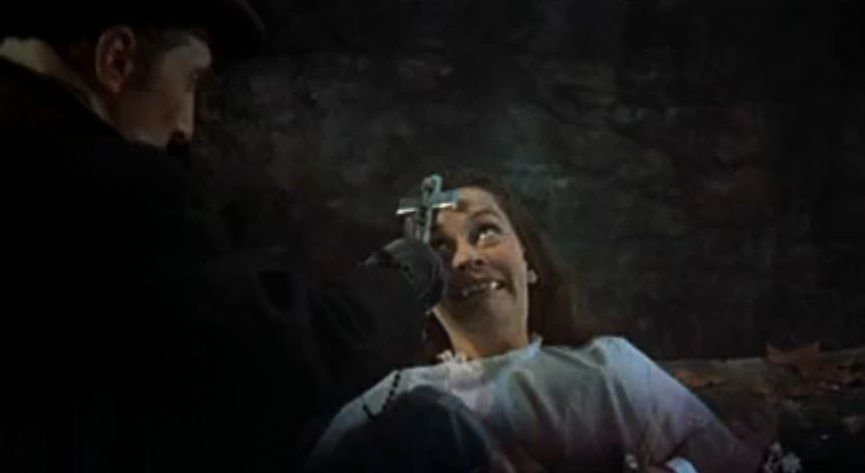
Nel film della Hammer Horror, Dracula il vampiro (1958), il crocefisso risulta efficace contro i vampiri

- Paletto di legno di frassino conficcato nel cuore[1]
- Luce del sole[2]
- Decapitazione[3]
- Proiettile d'argento[4]
- Aglio[5]
- Simboli santi (crocefisso, acqua santa, ostia consacrata, grani del rosario sparati nel corpo)
- Annegamento
- Acqua corrente
- Fuoco
- Morso di un lupo mannaro[6]
- Ramo di rosa selvatica messo nella sua bara (lo trattiene e non può muoversi da essa)
- Sorbo

## Le sue tre mogli
Nel romanzo compaiono le tre mogli del conte: si tratta di tre bellissime vampire, due brune e una bionda, che tentano di aggredire Jonathan Harker mentre si sta riposando in una stanza del castello, dopo essersi incautamente allontanato dai suoi alloggi. È la vampira bionda a farsi avanti per prima, ma prima di riuscire nel suo intento, essa viene fermata dal conte, che la scaglia con inaudita violenza contro un muro. Agli aspri rimproveri del conte, che ordina alle mogli di non toccare l'avvocato, la donna bionda gli rinfaccia di non aver mai amato né lei né le sue compagne, ma Dracula la contraddice, dicendo che lui le ama, e loro ne hanno avuto la prova in passato, e aggiungendo con più gentilezza che una volta che avrà concluso i suoi affari con Harker, loro potranno ucciderlo e nutrirsi del suo sangue. Alla richiesta delle mogli di avere qualcosa con cui nutrirsi per quella notte, il conte, sotto lo sguardo inorridito di Harker, consegna loro un bambino catturato al villaggio. Al termine del racconto le tre vampire verranno uccise e decapitate dal dottor Van Helsing. Nel romanzo queste tre donne non hanno un nome, ma nel recente film Van Helsing (di Stephen Sommers) esse vengono chiamate Marishka, Aleera, e Verona. Nella serie I diari della famiglia Dracula (scritta da Jeanne Kalogridis) invece, il ruolo delle mogli di Dracula viene ricoperto da Zsuzsanna Tsepesh, nipote di Dracula, e da Dunya, sua serva, mentre la bionda viene identificata come la contessa Elizabeth Bàthory, sebbene non gli sia moglie. A tutt'oggi nell'immaginario collettivo, le interpretazioni più conosciute e apprezzate di queste figure, sono quelle dell'attrice italiana Monica Bellucci, della modella israeliana Michaela Bercu e della modella rumena Florina Kendrick nel film di Francis Ford Coppola, Dracula di Bram Stoker.

## Alleati e nemici
Il fedele Renfield è totalmente alle dipendenze del Conte; il professor Abraham Van Helsing e Jonathan Harker sono due dei suoi acerrimi nemici.

## Opere derivate
Il personaggio di Dracula è spesso comparso in numerose storie e romanzi come protagonista, antagonista o personaggio secondario.

### Undead - Gli immortali
In questo romanzo (scritto dal pronipote di Bram Stoker Dacre Stoker e dallo studioso Ian Holt e approvato, nonostante le numerose differenze, come seguito ufficiale del romanzo di Stoker) la figura di Dracula viene vista sotto una nuova luce; viene descritto non più come un mostro malvagio e assetato di sangue, ma come un essere dotato di un cuore e di sentimenti umani, un vero e proprio crociato che pur non essendo completamente votato al bene (giungerà difatti ad uccidere lo stesso Bram Stoker colpevole, nella storia, di averlo screditato con il suo romanzo), si batte comunque per una nobile causa; inoltre a differenza del primo romanzo, dove la vera identità del vampiro non era chiarita, in questo romanzo Dracula viene definitivamente riconosciuto come il personaggio a cui Bram Stoker si ispirò per crearlo: Vlad III di Valacchia. Nel romanzo Dracula si prefigge il compito di uccidere la diabolica contessa Elizabeth Bàthory, che lui stesso ha trasformato in una vampira, ma che è divenuta troppo malvagia anche per gli standard di un vampiro; nell'anno in cui si svolgono gli eventi del primo romanzo, Dracula è arrivato in Inghilterra non per conquistarla e trasformare i suoi abitanti in vampiri, ma per fermare la contessa Bathory, che stava mietendo vittime sotto lo pseudonimo di Jack lo Squartatore. Non è inoltre lui l'assassino di Lucy Wenstenra, che in realtà stava morendo a causa delle trasfusioni di sangue che Van Helsing aveva effettuato su di lei, e difatti l'ha trasformata in vampira per salvarle la vita. Scopriamo inoltre che è stato l'amante di Mina Harker, e che il figlio di questa (il giovane Quincey Harker) non è figlio di Jonathan Harker, ma di Dracula stesso. Inoltre non è morto come si pensava alla fine del romanzo di Stoker benché, ferito gravemente da Jonathan Harker e Quincey Morris, abbia ricevuto il colpo di grazia da Elizabeth Bathory, e sotto le spoglie di un attore rumeno di nome Basarab, continua a dare la caccia alla malvagia contessa, facendo tappa nelle città nella quale ella si reca per compiere le sue nefandezze. Stringe perfino alleanza con il dr. Jack Seward e il dr. Van Helsing, affinché lo aiutino ad eliminare la contessa Bathory. Al termine del romanzo, Dracula combatte valorosamente contro Elizabeth Bathory riuscendo ad ucciderla, non prima di aver trasformato l'amata Mina Harker in una vampira, dopodiché, dopo aver cercato invano di convincere Quincey che il suo vero padre non è Harker, ma lui, muore in seguito all'esposizione ai raggi del sole.

### Anno Dracula
In Anno Dracula, pluripremiata opera dello scrittore inglese Kim Newman e primo di una fortunata serie di romanzi, è allestita una ucronia che, tra numerosissimi riferimenti storici, letterari e cinematografici, rielabora parzialmente la storia di Bram Stoker. Descrive un mondo in cui Dracula (qui riconosciuto ufficialmente come Vlad l'Impalatore) ha sconfitto Van Helsing e i suoi amici, e dopo aver sposato la Regina Vittoria, regna incontrastato su un Regno Unito in cui uomini e vampiri sono costretti a convivere. A Dracula si oppone il Club Diogene (circolo immaginario creato da Arthur Conan Doyle), capeggiato da Mycroft Holmes (fratello del più noto Sherlock Holmes) e rappresentato dall'agente segreto Charles Beauregard affiancato dalla secolare e potente vampira Geneviève Dieudonne.
Nel romanzo Il barone sanguinario, seguito di Anno Dracula, alla morte della consorte Dracula è costretto a fuggire dall'Inghilterra per rifugiarsi in Germania, e per diventare, vent'anni dopo la personalità di spicco per eccellenza nel corso della prima guerra mondiale.
In seguito, nel 1959, Dracula si trasferirà a Roma, dove diviene il promesso sposo della principessa Asa Vajda di Moldavia (antagonista del film La maschera del demonio, di Mario Bava, liberamente ispirato al romanzo Vij di Nikolaj Vasil'evič Gogol'). Tale matrimonio però non si celebrerà mai, in quanto Dracula verrà ucciso dalla giornalista vampira Kate Reed. Tale evento è narrato nel romanzo Dracula Cha cha cha (edito in Italia dalla Urania).
In questa versione la caratterizzazione di Dracula non subisce cambiamenti significativi, rimanendo lo stesso malvagio individuo descritto da Stoker, crudele, famelico ed assetato di potere. Tuttavia pur essendo a tutti gli effetti l'antagonista principale della serie, il perno attorno a cui ruota tutta la storia, in realtà Dracula appare molto poco nei tre romanzi: nel primo è presente in numerosi flashback del dottor Jack Seward, che ricostruisce la storia che ha portato Dracula alla sua ascesa al potere, e appare per la prima volta nell'ultimo capitolo del libro in cui, dopo un confronto con Geneviève e Beauregard, viene rovesciato dal ruolo di principe consorte e scacciato d'Inghilterra dopo la morte della regina Vittoria. Nel secondo libro viene menzionato più volte, ma appare di persona solo in un paio di occasioni e, nel terzo, nonostante tutti i preparativi del suo matrimonio con Asa, non apparirà mai, se non dopo essere stato ucciso e decapitato.
In Italiano sono stati tradotti Anno Dracula (1992), Il barone sanguinario (1995), Drachenfels (2001), Genevieve la dama immortale (1989), Dracula Cha cha cha (1989).

### I diari della famiglia Dracula
In questa trilogia di libri - scritti da Jean Kalogridis e costituenti un remake-reboot del classico di Stoker con molte estensioni e una profondità di dettagli e personaggi che Stoker, nel suo libro, aveva trascurato - la storia e la caratterizzazione di Dracula rimangono quasi le stesse del romanzo storico. Tuttavia, sono raccontati con grande chiarezza il suo passato e le sue origini: anche in questa versione egli non è altro che Vlad l'Impalatore il quale, guidato da ambizione e sete di potere, decide di vendere la sua anima al Signore Oscuro, una potente entità sovrannaturale a capo di tutti vampiri del mondo, in cambio dell'immortalità. Il patto prevede che Vlad fornisca a questo essere l'anima di ogni figlio maschio appartenente ad ogni singola generazione della sua futura prole, costringendoli quindi a stipulare un patto di sangue che li legherà indissolubilmente a lui. Per questo motivo, Vlad perseguita il suo pronipote Arkady Tsepesh e suo figlio Abraham (il quale verrà adottato dalla famiglia Van Helsing per nasconderlo a Vlad e salvarlo dall'orribile patto), prima trasformando Arkady in un vampiro e dando poi la caccia ad Abraham, per ripetere il rito del patto e aumentare il proprio potere, uccidendo il fratellastro di Abraham Stefan e il figlio Jan, e facendo impazzire sua moglie Gerda. Egli ha anche ucciso la madre e il fratello del padre di Arkady, come punizione per aver cercato una via di fuga ed eludere così il patto di sangue. In aggiunta a questo, Vlad trasforma in un vampiro anche Zsuzsanna Tsepesh, la sfortunata sorella di Arkady storpia dalla nascita, trasformandola in una bellissima e sensuale vampira e facendone la sua sposa, e in seguito vampirizza e rende sua seconda moglie anche la loro giovane serva Dunya. Infine, per contrastare Van Helsing che, su indicazione del saggio e misterioso Arminius (che in realtà altri non è se non il "lato buono" del Signore Oscuro) sta decimando tutti i vampiri che ha "creato", propone un'alleanza con la spietata Contessa Sanguinaria Elizabeth Bathory, sua lontana parente, ma questo accordo muterà molto presto in rivalità, poiché la bellissima e crudele vampira si rivelerà molto più ambiziosa e potente di lui.
Nonostante la sua spietatezza, Dracula in questa versione mostra un lato un po' più umano, mostrando una parvenza di affetto nei confronti dei suoi discendenti e provando una punta di rammarico nel trasformarli in vampiri o nel causarne la morte. Esso si dichiara inoltre molto innamorato di Zsuzsanna e Dunya, ma nonostante questo non risparmia loro abusi fisici e psicologici e maltrattamenti, e assumendo verso di loro un comportamento tirannico e autoritario. In realtà sembra che l'unica persona che Dracula, in questa serie di romanzi, abbia veramente amato sia Ana, la moglie che, secondo la leggenda, si suicidò gettandosi nel fiume Arges per sfuggire alla cattura da parte dei turchi.

### Sherlock Holmes contro Dracula
Si tratta di un pastiche scritto da Loren D. Estleman, che nella finzione letteraria si presenta come curatore, attribuendo la paternità dello scritto al celebre collaboratore del detective inglese, il dottor John H. Watson. Il libro pubblicato nel 1978 e tradotto in 23 lingue, è uno dei primi a mettere in scena nuove avventure di personaggi letterari celebri. Nel romanzo Sherlock Holmes indaga su un misterioso vascello fantasma, approdato in Inghilterra con il solo cadavere dissanguato del capitano, e su una serie di anomali assassinii che tormentano le notti londinesi. Dopo aver conosciuto il professor Abraham Van Helsing e gli altri personaggi dell'opera di Bram Stoker, il detective incontra il Conte Dracula, viene a conoscenza della sua natura di vampiro e manda all'aria il suo proposito di stabilirsi a Londra. Questo decide quindi di fuggire a bordo di una nave verso gli Stati Uniti prendendo in ostaggio la moglie di Watson. Il piano tuttavia fallisce e il vampiro finisce ucciso in Transilvania. La descrizione di Dracula, dei suoi poteri e dei suoi punti deboli è molto fedele all'originale di Bram Stoker a eccezione di un dettaglio: la luce del giorno non uccide il vampiro, ma lo priva dei suoi poteri.

### Altri riferimenti nella cultura di massa

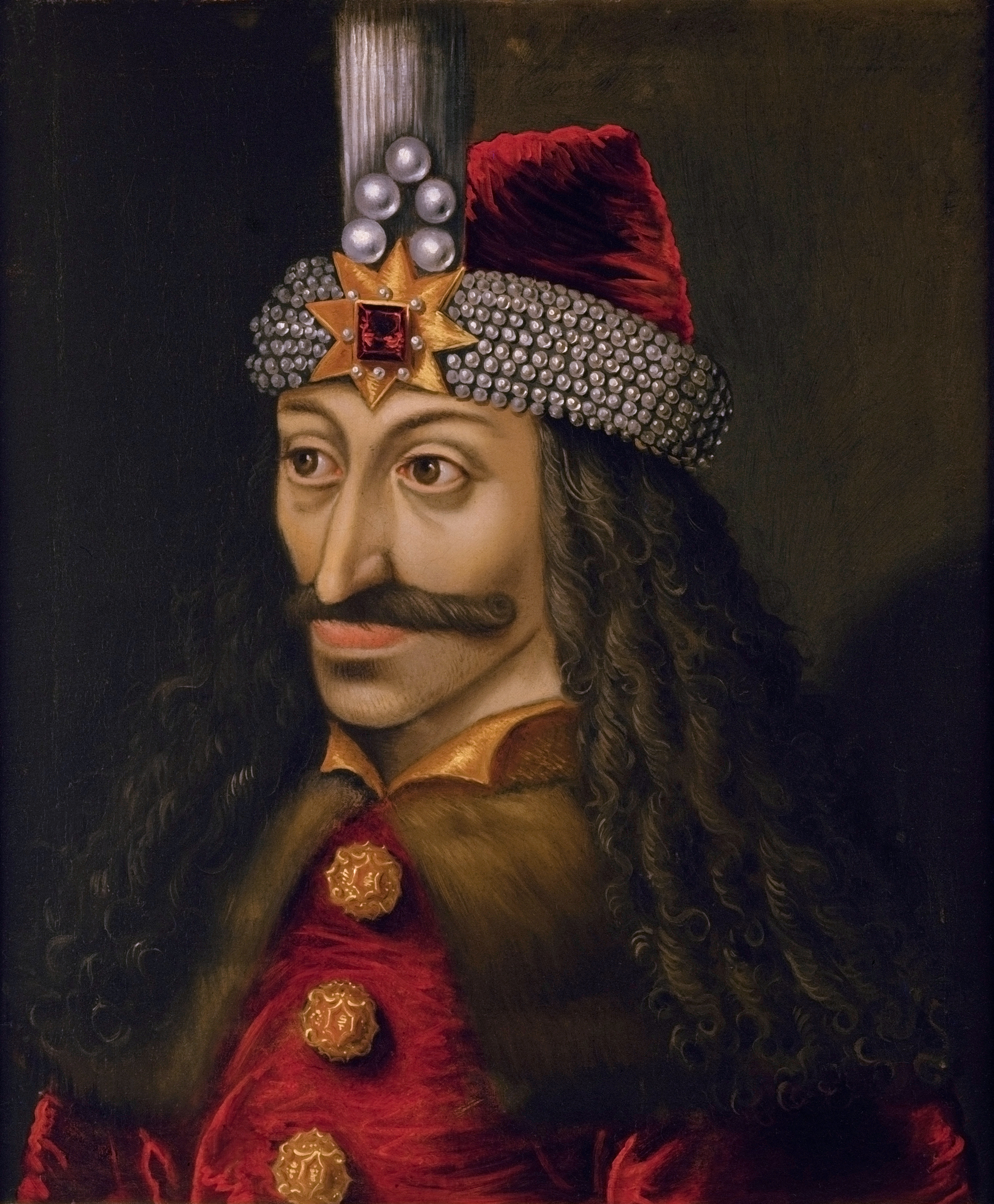
Ritratto di Vlad III Dracula (1560 circa), presumibilmente una copia di un originale realizzato durante la sua vita

- Nella serie televisiva Buffy l'ammazzavampiri, il conte è un nemico della protagonista all'inizio della quinta stagione.
- Nel 1972, sulle pagine di Zagor appare il personaggio di Bela Rakosi (storpiatura del nome di Bela Lugosi), elegante ed acculturato vampiro transilvano stabilitosi in America insieme ai suoi servi. Verrà sconfitto da Zagor che per eliminarlo utilizza la luce del sole. Riapparirà negli anni a più riprese in altre storie zagoriane.
- Il conte Dracula è fonte di ispirazione per l'omonimo personaggio dei fumetti Marvel, protagonista della serie The Tomb of Dracula e arcinemico del celebre cacciatore di vampiri Blade.
- L'inquietante Dracula compare anche nella trilogia di Elseworlds Batman contro Dracula, in cui trasforma Batman in un vampiro. Tale serie di fumetti ha ispirato il film d'animazione Batman contro Dracula (2005).
- Dracula è anche il principale antagonista del fumetto Army Of Darkness: L'Esercito delle Tenebre, uno dei tanti spin-off a fumetti tratti dalla serie di film La casa. In questa storia egli intende servirsi del Necronomicon per far precipitare il mondo nelle tenebre, e verrà ostacolato da Ash Williams.
- Alucard, l'antieroe protagonista del manga e anime Hellsing (di Kōta Hirano) altri non è se non Dracula in persona, sopravvissuto alla fine del romanzo di Stoker e divenuto sicario al servizio dell'agenzia Hellsing.
- Nelle serie animata umoristica Conte Dacula, Dracula è un papero vampiro antropomorfo. Inizialmente cattivo, muore dopo essere stato colpito dai raggi del sole per poi rinascere tramite un rito occulto eseguito dai suoi servi Igor e Tata. Tuttavia, per un errore di ingredienti (Tata utilizza del ketchup al posto del sangue di pipistrello) alla sua rinascita Dacula diventa buono e di abitudini alimentari vegetariane (beve succo di pomodoro al posto del tradizionale sangue).
- Nel manga e anime comico Carletto il principe dei mostri Dracula è buono, ed è un servitore del protagonista, assieme all'Uomo Lupo e al Mostro di Frankenstein. Parla con uno spiccato accento francese e, anche in questa versione, preferisce bere succo di pomodoro al posto del sangue.
- Dracula è anche oggetto di parodia nel manga Don Dracula (di Osamu Tezuka, e dal quale è stata tratta anche una serie anime). In questa versione il Conte si è trasferito dalla Transilvania al Giappone, ed è caratterizzato da una spropositata dose di sfortuna, che gli rende pressoché impossibile cercare vittime di cui nutrirsi. Ha avuto una relazione con Carmilla (personaggio dell'omonimo romanzo di Joseph Sheridan Le Fanu) e da lei ha avuto una figlia di nome Chocolat. Inoltre, anche in questa versione è nemico di Van Helsing.
- Nella serie di light novel Vampire Hunter D, il dhampyr protagonista si scopre essere figlio del Conte.
- Dracula è l'antagonista principale nel film horror del 1987 Scuola di mostri. Nel film compaiono anche Van Helsing e le tre Spose di Dracula.
- Dracula è l'antagonista principale della serie di videogiochi Castlevania.
- Compare, in veste comica, anche nella serie di film d'animazione Hotel Transylvania.
- Appare anche in alcuni episodi della serie TV della Filmation Ghostbusters.
- Viktor, principale antagonista dei primi tre film della saga horror-fantasy Underworld presenta alcune somiglianze con Dracula e con la figura storica di Vlad III di Valacchia, somiglianze che vengono particolarmente eccettuate nei romanzi ufficiali dei film: nel romanzo ricavato dal film La resurrezione dei Lycan viene raccontato che il vampiro amava pranzare in mezzo ai cadaveri impiccati o impalati dei suoi nemici, e nel romanzo del primo film viene definito da Michael Corvin come un "Dracula nella vita reale". Inoltre Viktor era sposato con una vampira di nome Ilona, e Ilona era anche il nome della seconda moglie di Vlad l'Impalatore.
- Dracula compare anche in un episodio del manga e anime Nanà Supergirl, nel quale stringe amicizia con la protagonista. Ha l'aspetto di un tranquillo ragazzo, e viene preso di mira dal perfido collezionista di mostri Gotanda, che vorrebbe aggiungerlo alla sua collezione. Ha una curiosa fobia per i liquidi di colore rosso, e quindi anche per il sangue ma, alla fine dell'episodio, imparerà ad apprezzarne sia il colore che il sapore.
- Nel film Blade: Trinity Dracula, soprannominato Drake, viene risvegliato da un sonno durato centinaia di anni. Questo personaggio è una versione live-action del Dracula della Marvel, tuttavia presenta moltissime differenze sia con la versione "classica" del personaggio, sia con quella "fumettistica".
- Appare anche in Scooby-Doo e il lupo mannaro.
- Nel film del 2013 Dracula: The Dark Prince, ambientato in una Transilvania in stile dark fantasy, Dracula, interpretato da Luke Roberts, riprende il suo ruolo di malvagio vampiro ma anche di eroe romantico.
- Nel film del 2014 Dracula Untold viene usata l'ispirazione di Bram Stoker per Vlad III di Valacchia per fare di Vlad il personaggio oscuro di Stoker fondendo, di fatto, fatti storici e fantastici.
- Nella serie Penny Dreadful viene interpretato da Christian Camargo.
- Nel manga giapponese One Piece di Eiichirō Oda, il membro della Flotta dei 7 Drakul Mihawk, considerato il più grande spadaccino del mondo, ha forti tratti caratteristici che richiamano la figura del famoso vampiro: oltre a portare il nome "Drakul"[9], Mihawk è un personaggio dall'aspetto molto tetro e minaccioso, viaggia su una piccola imbarcazione a forma di bara e vive da solo in un inquietante castello sperduto in una landa desolata.
- Nel film comico Italiano del 1997 Tre uomini e una gamba, diretto e interpretato dal trio comico Aldo, Giovanni e Giacomo uno dei protagonisti, Aldo (interpretato da Aldo Baglio), sogna di essere un conte Dracula con spiccato accento siciliano che nel tentativo di mordere un'ignara ragazza in un bosco (Marina Massironi) si ritrova nella casa di due Transilvani leghisti, Gino e Michele (Giovanni Storti e Giacomo Poretti) che danno la caccia ai "terroni", traslando gli stereotipi italiani di Nord e Sud in una immaginaria Transilvania più simile alla Padania. Nel tentare di ingannare i due sospettosi signori (che possiedono anche una collezione di teste di meridionale e un cartello con su scritto "via i meridionali dalla Transilvania") il conte tenterà di spacciarsi per transilvano/lombardo in maniera estremamente comica, provando a parlare un improbabile dialetto settentrionale e presentandosi con gli altisonanti cognomi "Brambilla Fumagalli", non convincendo fin da subito i due sospettosi uomini che lo smaschereranno attraverso l'inganno della "cadrega" (in lombardo "sedia", ma che il conte crederà essere una mela che gli viene offerta). Questa scenetta è la rielaborazione di un loro celebre sketch teatrale presentato nello spettacolo I corti.
- Nella serie TV colombiana Chica vampiro (2013-2014) la protagonista scopre di essere la nipote di Dracula da parte della nonna. In questa serie Dracula si dimostra un vampiro scherzoso simpatico e un grande donnaiolo, che nel corso della serie andrà a vivere con la famiglia.
- Il personaggio di Dracula riveste un ruolo fondamentale nel film del 1985 Fracchia contro Dracula, diretto da Neri Parenti, nel quale è l'antagonista di Giandomenico Fracchia, interpretato da Paolo Villaggio.
- Nella telenovela brasiliana Tormento d'amore il vampiro è l'eroe della storia e si trasferisce dalla Transilvania in Brasile, dove dovrà misurarsi con Marta, una donna malvagia che tiene in pugno un intero paesello che lei stessa ha rinominato "Santa Marta".
- Nella quinta e ultima stagione della serie animata Teenage Mutant Ninja Turtles - Tartarughe Ninja Dracula appare come uno degli antagonisti, collaborando con il demone Savanti Romero e con l'ambizione di tradirlo ed estendere il proprio dominio e quello della razza dei vampiri su tutto il multiverso.
- Nel film Renfield (2023) è interpretato da Nicolas Cage e vive ai giorni d'oggi.
- Nel film Zora la vampira (2000) un Conte Dracula del terzo millennio decide di lasciare la Transilvania per trasferirsi nella luminosa e accogliente Italia. Approdato su un cargo di clandestini, finisce per essere trattato come un normale extracomunitario e ritrovarsi in un centro sociale di Roma.
- Nell'album Dracula Opera Rock del gruppo musicale Premiata Forneria Marconi viene narrata la sua storia in chiave rock progressivo. Quest'album contiene le canzoni dell'omonimo musical